# Carex multicostata
Carex multicostata là một loài thực vật có hoa trong họ Cói. Loài này được Mack. mô tả khoa học đầu tiên năm 1916 publ. 1917.